# 查尔斯·劳埃德
查尔斯·劳埃德（英語：Charles Lloyd，1927年3月11日—1995年7月19日），英国男子赛艇运动员。他曾代表英国参加1948年和1952年夏季奥林匹克运动会赛艇比赛，其中1948年奥运会获得一枚银牌。